# Krzysztof Machalica
Krzysztof Edward Machalica (ur. 7 lutego 1952 w Pszczynie) – polski sportowiec, reprezentant Polski w koszykówce, a także samorządowiec.

## Życiorys
W trakcie kariery koszykarskiej wywalczył brązowy medal Młodzieżowych Mistrzostw Europy w 1969. Ukończył studium instruktorsko-trenerskie ze specjalizacją w zakresie koszykówki.
W latach 80. należał do „Solidarności”. Był również drugim trenerem drużyny koszykarzy Zastalu Zielona Góra, został także kierownikiem tej drużyny.
W 2006 z ramienia Platformy Obywatelskiej (do której przystąpił) uzyskał mandat radnego rady miejskiej w Zielonej Górze. W 2010, 2015 i 2018 z powodzeniem ubiegał się o reelekcję. Z listy PO kandydował także bezskutecznie w 2007 i w 2011 do Sejmu, a w 2009 i 2014 do Parlamentu Europejskiego. W 2021 przestał być członkiem tej partii.

## Życie prywatne
Syn Henryka Machalicy, brat bliźniak Aleksandra oraz brat Piotra.